# Vitmaskad vitstjärt
Vitmaskad vitstjärt (Myioborus albifacies) är en fågel i familjen skogssångare inom ordningen tättingar.

## Utbredning och systematik
Fågelns utbredningsområde är i tepuis i södra Venezuela (cerros Guany, Yaví och Paraque). Den behandlas som monotypisk, det vill säga att den inte delas in i några underarter.

## Status
IUCN kategoriserar arten som livskraftig.